# Uvsunurská kotlina
Uvsunurská kotlina (mongolsky Увс нуурын хотгор, rusky Убсунурская котловина - tedy Ubsunurská kotlina) je povodí jezera Uvs núr, nejsevernější velká bezodtoká oblast Střední Asie. Tato bezodtoká oblast se rozkládá na území Mongolska (oblast jezera Uvs núr) a Ruska (přírodní rezervace Ubsunurská kotlina). V obou zemích má chráněné území status biosférické rezervace. Roku 2003 bylo přijato rozhodnutí o zápisu povodí jezera Uvs núr na seznam světového dědictví UNESCO. Zapsáno bylo celkem 12 jednotlivých pozemků - 7 na území ruské přírodní rezervace Ubsunurská kotlina, zbytek v mongolských přírodních rezervacích Ubsu-Nur (4) a Tes-Chem (1). Celková plocha území zanesených na seznam světového dědictví UNESCO činí 10 688,53 km².

## Geografie

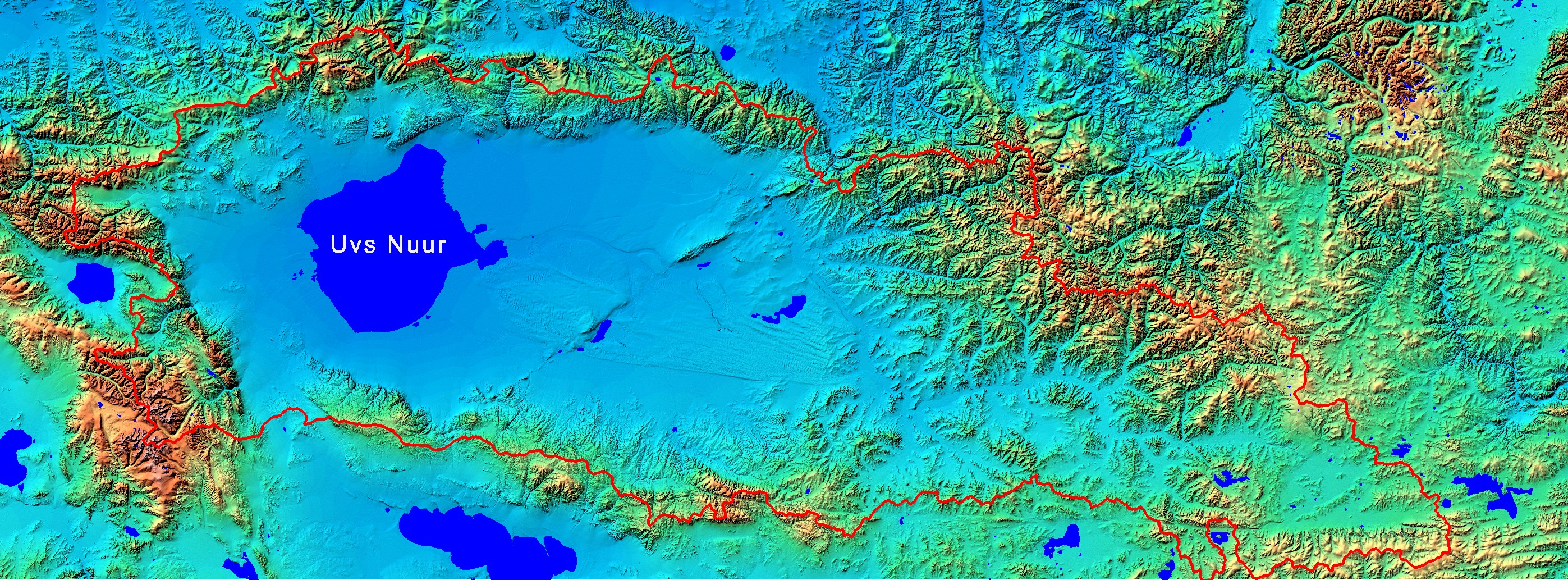
Topografická mapa Uvsunurské kotliny

Uvsunurská kotlina je severní částí kotliny Velkých jezer. Od jižní části tohoto celku Uvsunurskou kotlinu odděluje nízký hřbet Chan-Chuchijn-Nuruu (vysoký maximálně 2928 m n. m.) a je ho západní pokračování, hřbet Togtochyn-Šil (vysoký maximálně 2357 m n. m.). Délka Uvsunurské kotliny ze severu na jih činí 160 km, ze západu na východ 600 km.
Původně se celé území kotliny nacházelo v Mongolsku, avšak roku 1932 byla mezi Mongolskou lidovou republikou a Tuvinskou aratskou republikou podepsána smlouva, na základě které Mongolsko postoupilo část Uvsunurské kotliny Tuvinské republice. Ta roku 1944 vstoupila do SSSR jakožto Tuvinská autonomní oblast, území tak po rozpadu Sovětského svazu připadlo Ruské federaci jako Tuvinská republika. Současná podoba hranice vychází z mezistátní dohody z roku 1958, kdy došlo k upřesnění mezistátní hranice v této oblasti.

## Význam
Význam Uvsunurské kotliny spočívá v tom, že zahrnuje všechny základní typy krajiny charakteristické pro východní Eurasii. Na jejím území byla zaznamenána velká druhová rozmanitost ptáků, v pouštních částech přebývají vzácné druhy malých savců. Ve vysokohorských částech kotliny žijí velmi vzácné živočišné druhy jako irbus, argali altajský či kozorožec sibiřský.
Daří se zde zvířatům, kterým vyhovují hory i tundra, např. srnec sibiřský a velekur altajský. Vyskytují se zde typičtí obyvatelé tajgy jako jelen maral, rys a rosomák sibiřský. Stepní zvířata představují například kalandra mongolská, jeřáb panenský a sysel dlouhoocasý. Mezi pouštní zvířata patří drop a pískomil jižní. Jenom ptáků zde žije 359 různých druhů. Jakmile začala být oblast Uvsunurské kotliny chráněna, přesunuly se sem také některé jinde ohrožené živočišné druhy.

## Fotogalerie

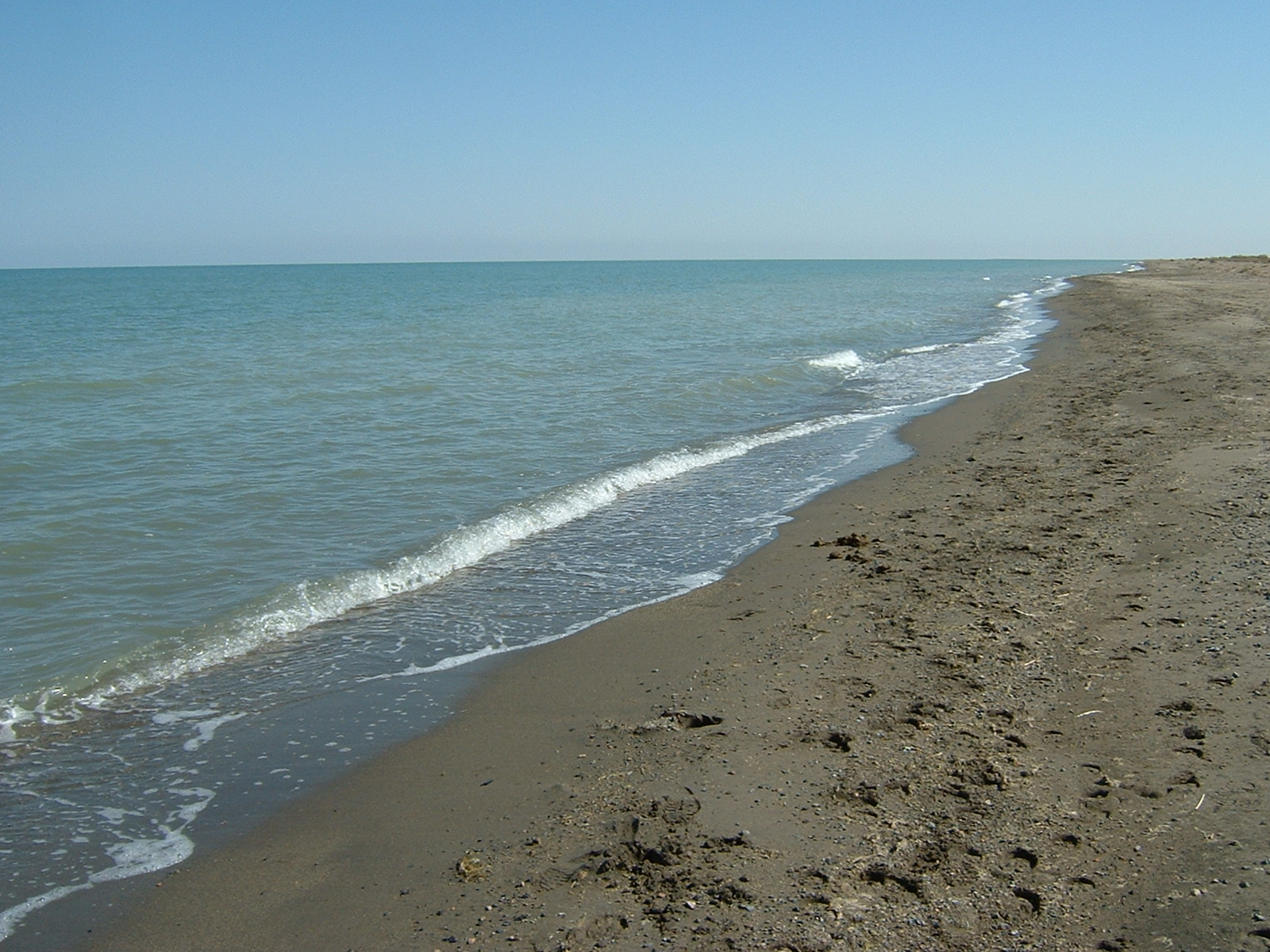
Jezero Uvs núr
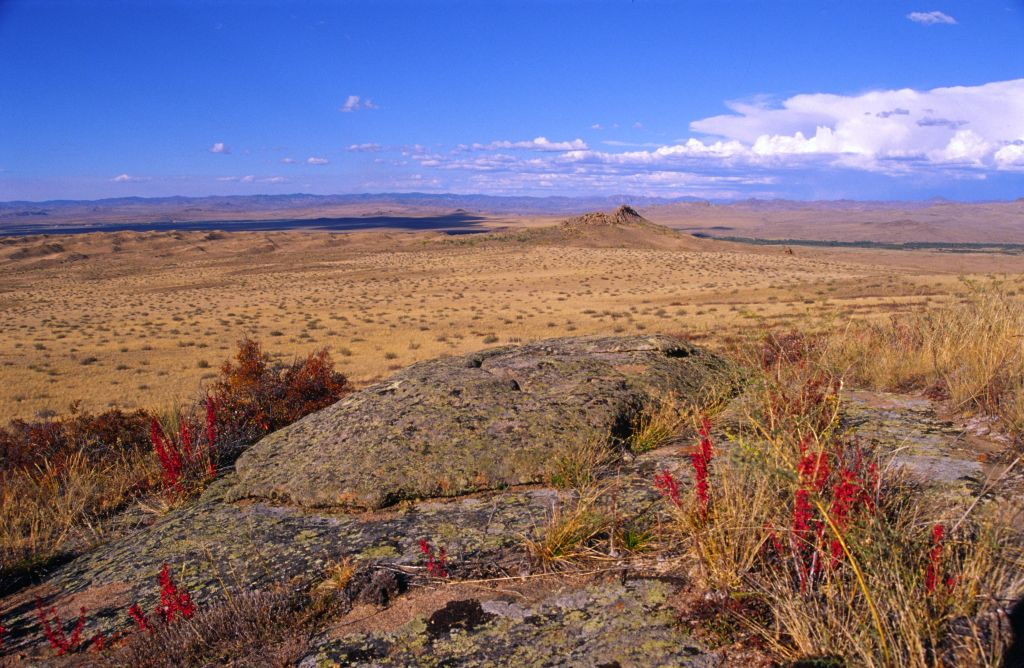
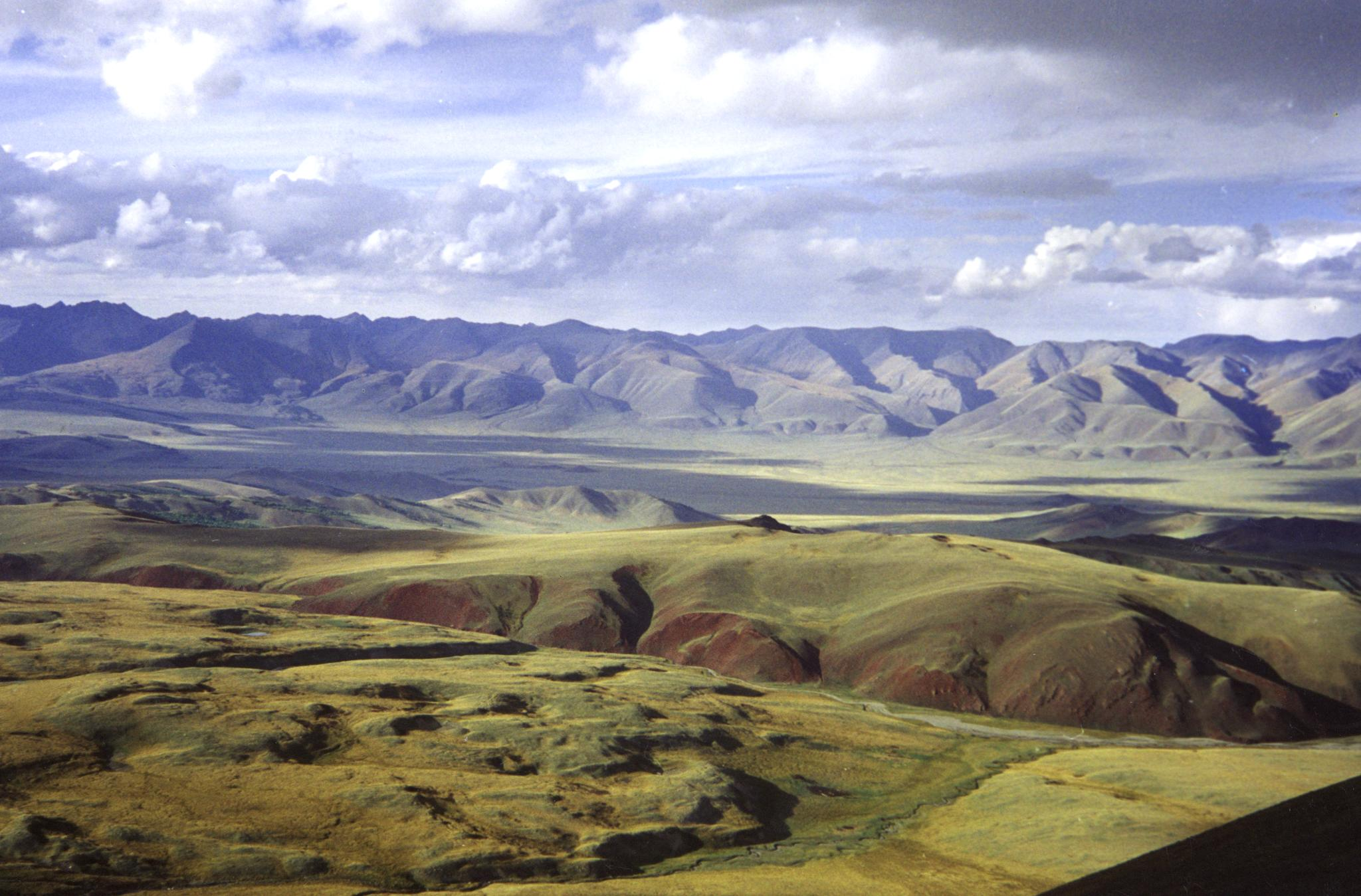
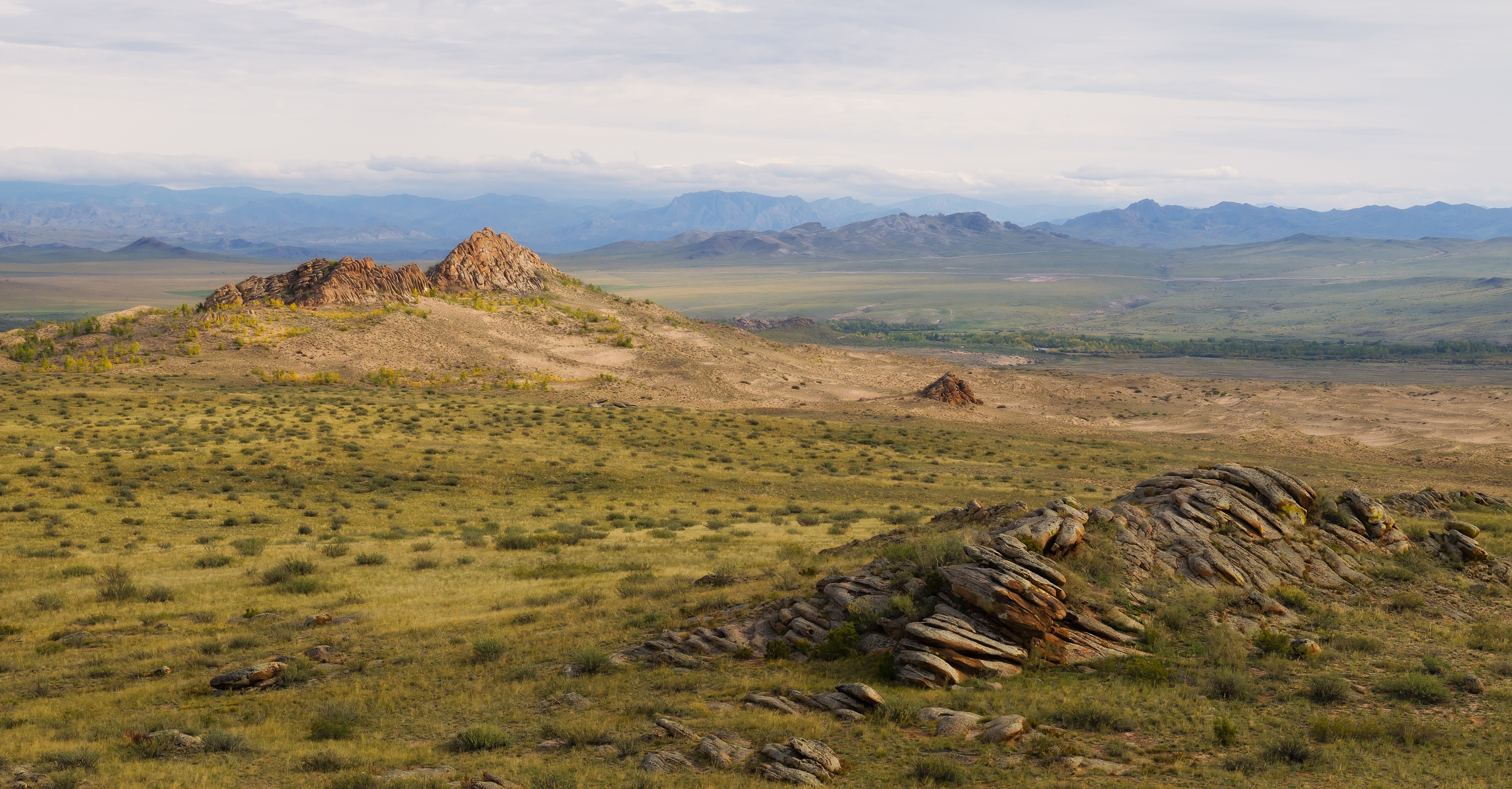
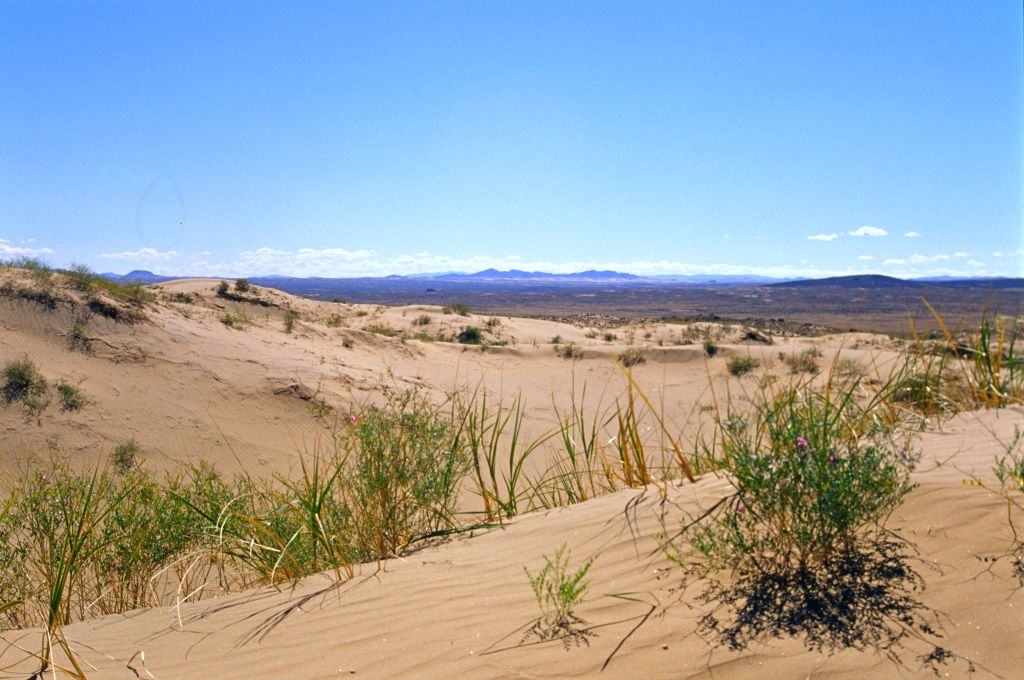
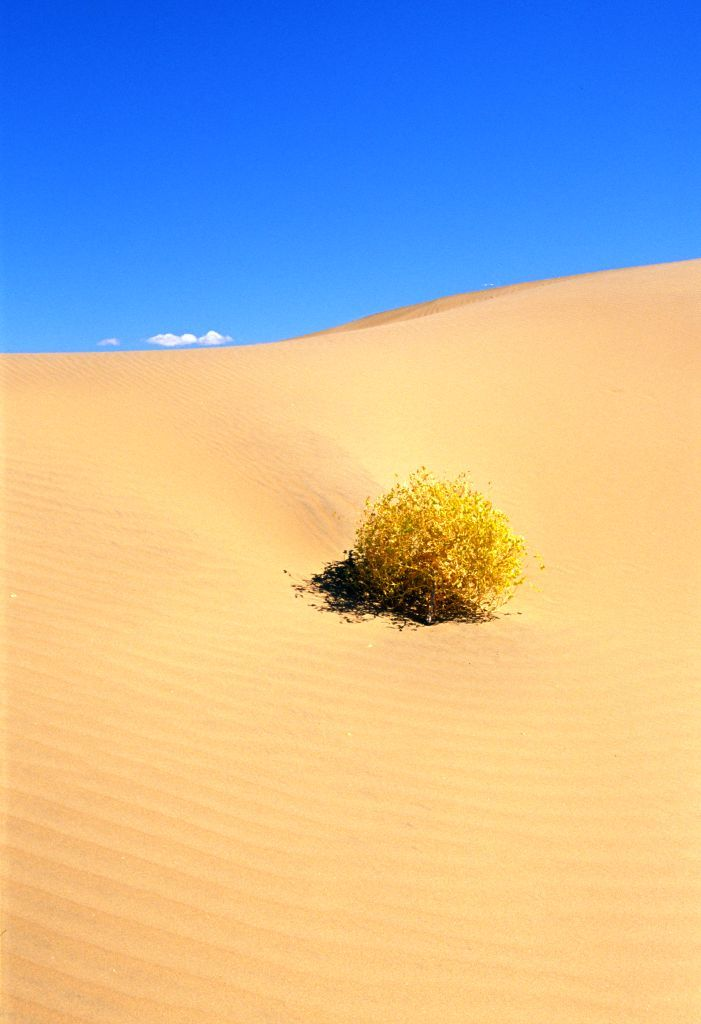
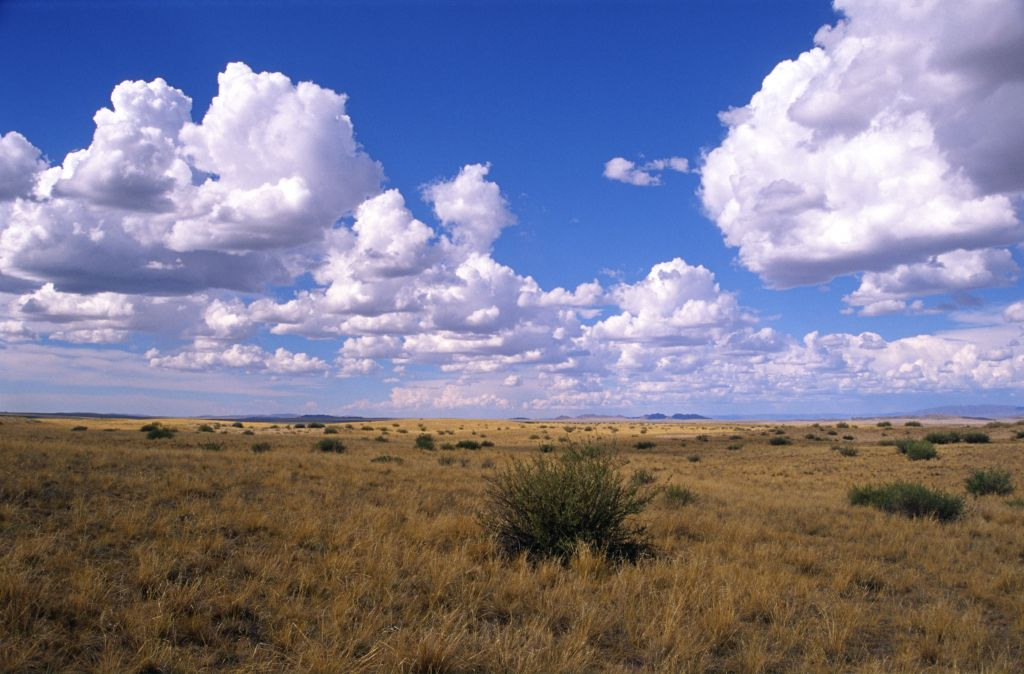
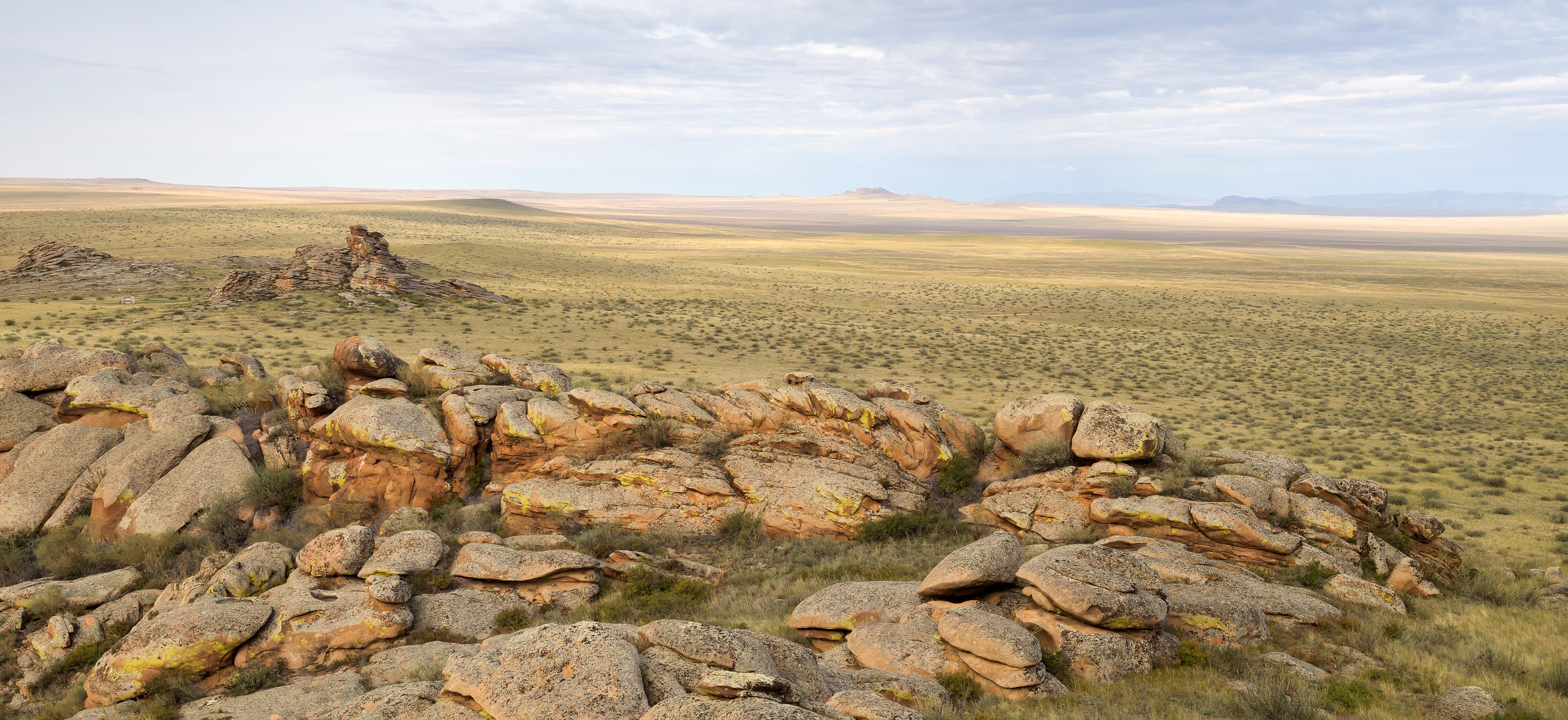
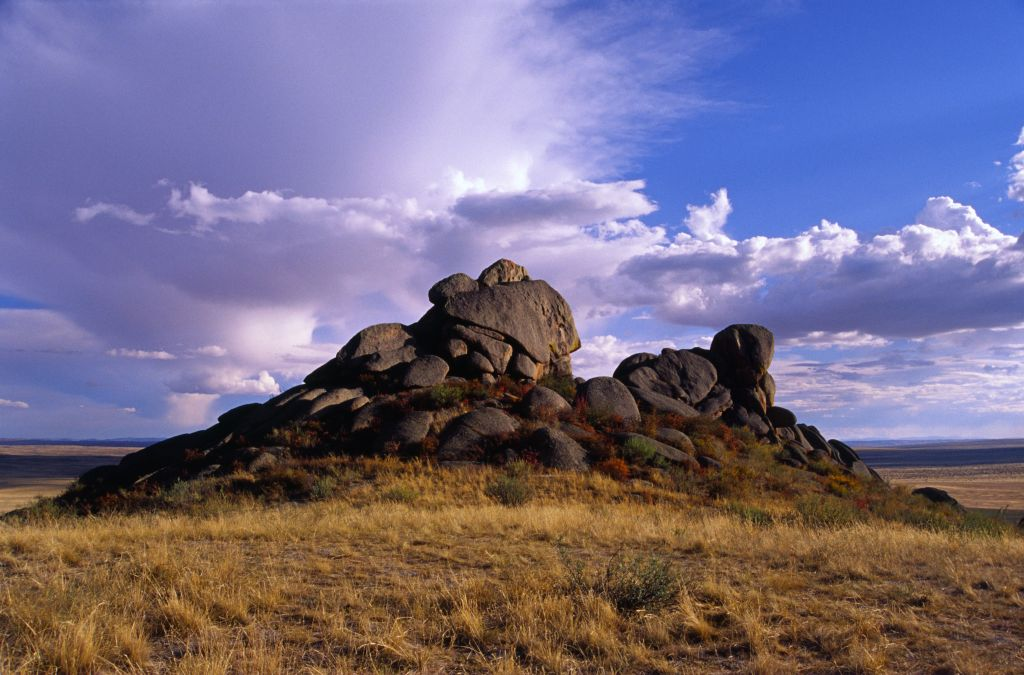
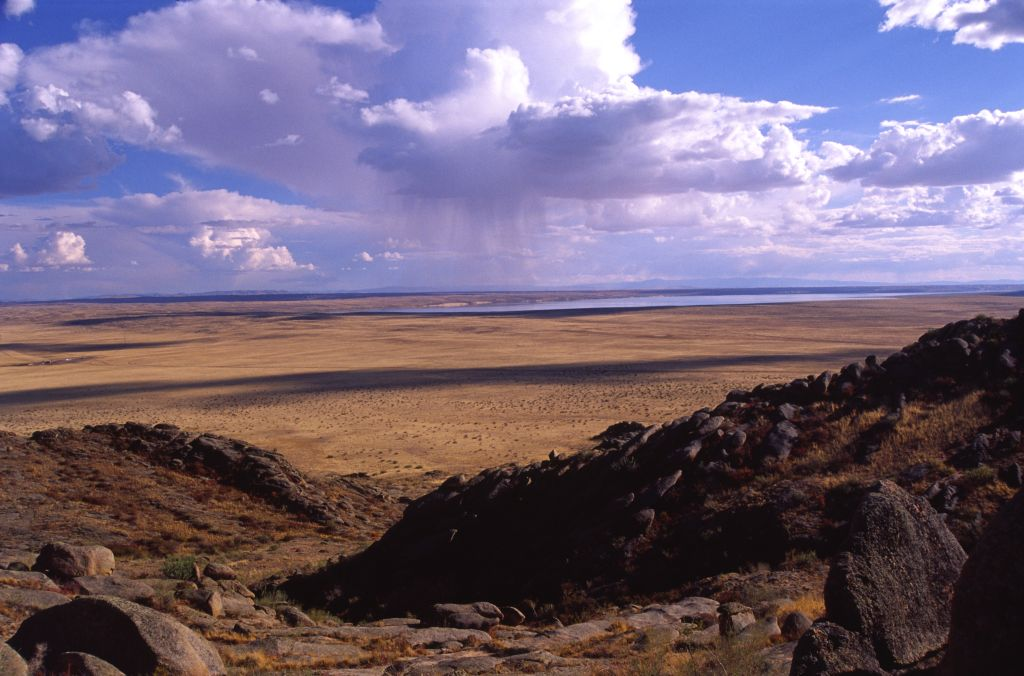
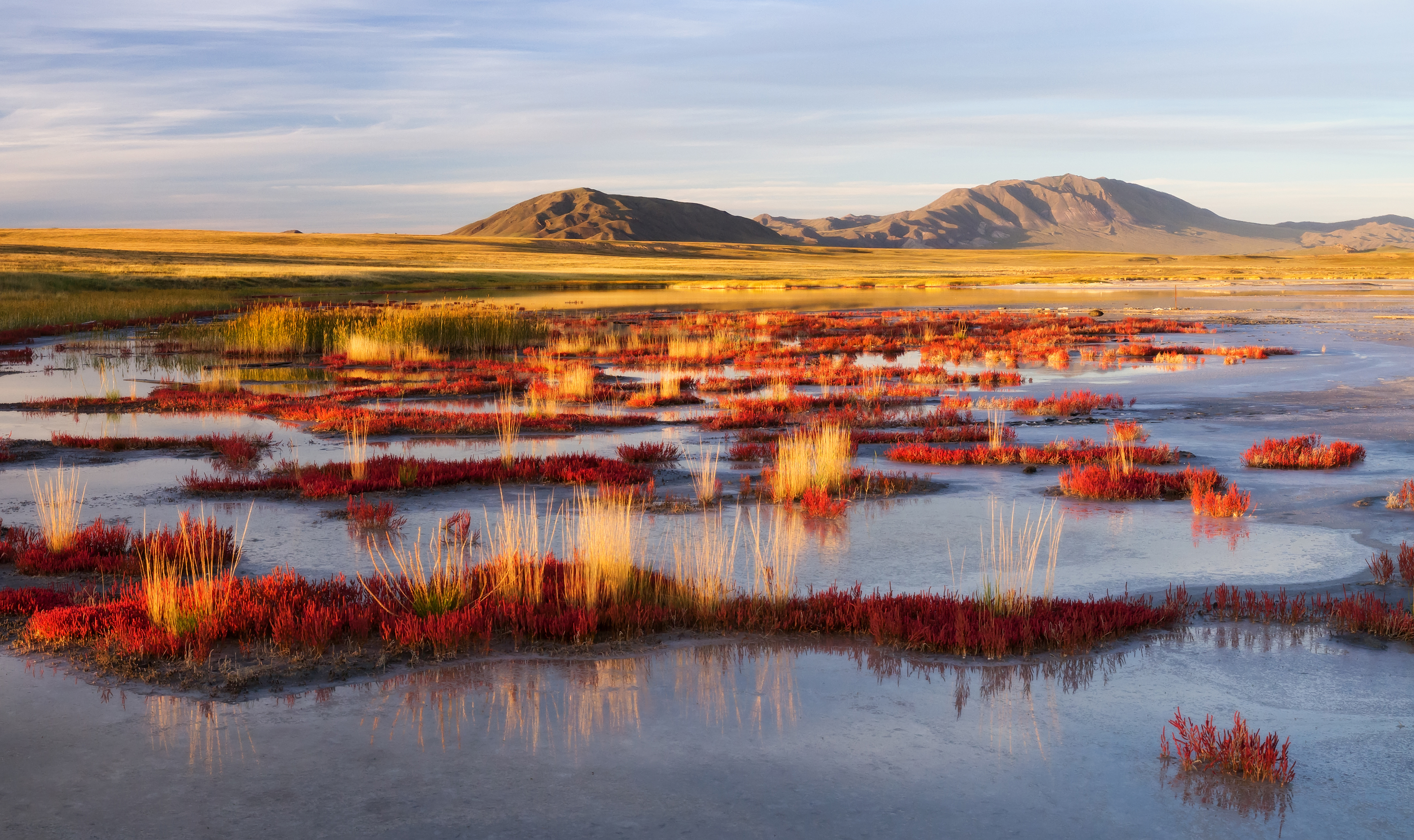
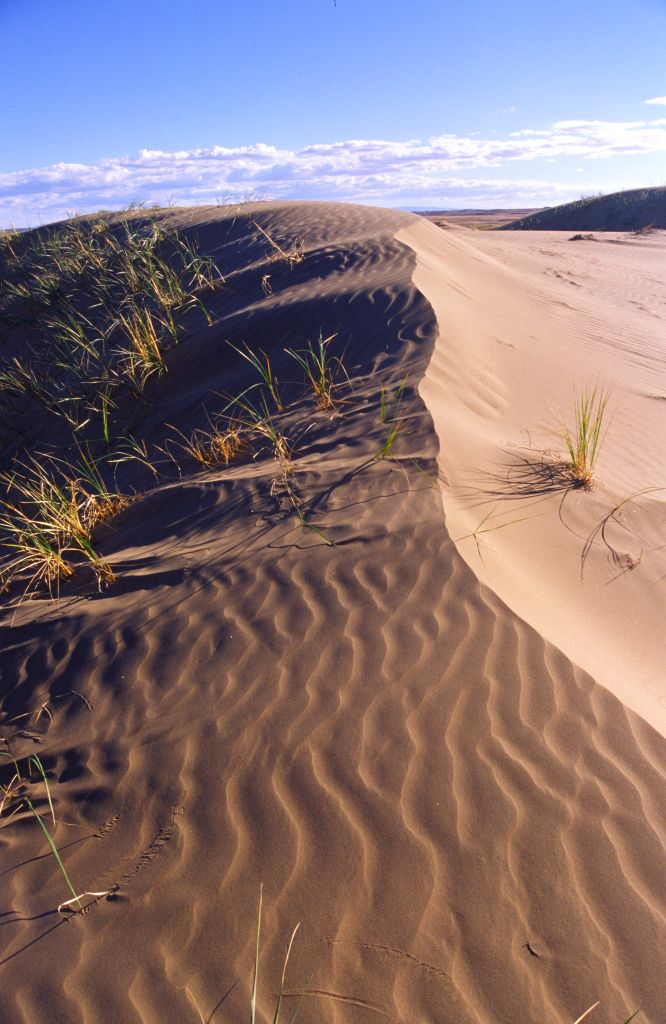